# Кенсингтън и Челси
Кенсингтън и Челси (на английски: Royal Borough of Kensington and Chelsea) е един от централните райони на Лондон. Разположен е западно от района Град на Уестминстър.